# James Challis
James Challis (12 de diciembre de 1803 – 3 de diciembre de 1882) fue un clérigo británico, físico y astrónomo. Profesor Plumiano y director del Observatorio de Cambridge, investigó una amplia gama de fenómenos físicos, aunque hizo pocas contribuciones significativas fuera del campo de la astronomía. Es recordado por haber perdido la oportunidad de descubrir el planeta Neptuno en 1846.

## Biografía
Challis nació en Braintree, Essex, donde su padre, John Challis, era cantero. Después de acudir a varias escuelas locales, se graduó en el Trinity College de la Universidad de Cambridge en 1825, con el rango de Senior Wrangler y obteniendo la primera edición del Premio Smith. Elegido miembro del Trinity College en 1826, se ordenó clérigo en 1830. Disfrutó del beneficio eclesiástico de la villa de Papworth Everard (Cambridgeshire), concedido por el colegio universitario hasta 1852. En 1831 se casó con la viuda Sarah (nacida Chandler) Challis, dimitiendo como miembro del Trinity. La pareja tuvo un hijo y una hija.

## Profesor Plumiano
En 1836 fue nombrado director del Observatorio de Cambridge y Profesor Plumiano de Astronomía y Física Experimental, manteniéndose en este último cargo hasta su muerte. Interesado en todas las áreas de físicas, fue jurado del Premio Smith, valorando el trabajo temprano de G. G. Stokes, Arthur Cayley, John Couch Adams, William Thomson (más tarde Lord Kelvin), Peter Guthrie Tait y James Clerk Maxwell. Durante más de una década, a través de su correspondencia y en múltiples publicaciones, Challis discrepó abiertamente en múltiples ocasiones con Stokes acerca de las conclusiones de sus tareas de investigación.
Challis fue miembro de los tribunales que examinaron a Thomson y Stokes para acceder a sus respectivas cátedras en la Universidad de Glasgow, y para la de Maxwell en Aberdeen. Conjuntamente con Thomson, examinó el tema del Premio Adams sobre los Anillos de Saturno ganado por Maxwell en 1857.

## Observatorio de Cambridge
Challis sucedió a George Biddell Airy en el observatorio y gradualmente mejoró la instrumentación y la exactitud de las observaciones. Realizó algunas de las primeras observaciones de la fractura del cometa 3D/Biela en dos piezas el 15 de enero de 1846 y volvió a observar ambos fragmentos en 1852. Publicó más de 60 artículos científicos con registros sobre otras observaciones de cometas y asteroides. Inventó el meteoroscopio (1848) y el reductor de tránsitos (1849). También publicó doce volúmenes de Observaciones Astronómicas realizadas en el Observatorio de Cambridge.
Junto con su mujer, vivió en el observatorio durante 25 años, dimitiendo finalmente de este cargo debido a la tensión crónica a la que estaba sometido por su incapacidad para mantener absolutamente al día el registro de sus nuevas observaciones astronómicas, cuando su predecesor Airy había mantenido una actitud más relajada con estas tareas. Fue sucedido en el observatorio por Adams, aunque mantuvo el cargo de profesor hasta su muerte.

## La búsqueda del octavo planeta
En 1846, Airy finalmente persuadió a un reticente Challis para unirse a la búsqueda del octavo planeta del sistema solar. Adams había pronosticado la ubicación de este nuevo planeta ya en 1844, basándose en las irregularidades en la órbita de Urano. Sin embargo, las predicciones de Adams no habían podido comprobarse desde entonces, por lo que hasta que Airy intervino, había muy poco entusiasmo para emprender una búsqueda sistemática de los cielos. Challis finalmente comenzó en julio de 1846 su un poco reticente búsqueda, desconociendo que el francés Urbain Le Verrier, independientemente, había realizado una predicción idéntica. El astrónomo alemán Johann Gottfried Galle, asistido por Heinrich Louis d'Arrest, finalmente confirmó la predicción de Le Verrier el 23 de septiembre. El planeta fue nombrado "Neptuno". Muy pronto se hizo evidente en las libretas de Challis que había observado Neptuno con un mes de antelación dos veces, fallando al hacer la identificación debido a su falta de diligencia.
Challis fue presa del remordimiento, pero culpó de su negligencia a la tarea de recopilar los datos de los trabajos astronómicos regulares del observatorio (que no era capaz de llevar al día), como quedó reflejado en una carta que envió a Airy el 12 de octubre de 1846.

## Físico
Challis trabajó en hidrodinámica y óptica. Apoyó la teoría ondulatoria de la luz y adelantó la teoría del éter luminífero como medio para su propagación. Aun así, rechazó la idea de que el éter era un sólido elástico, insistiendo en que debía de ser un fluido, entrando en conflicto con Airy y Stokes. Siguiendo las ideas de Isaac Newton, intentó deducir todos los fenómenos físicos a partir de un modelo de interferencia de átomos esféricos embebidos en un éter fluido y elástico, una empresa descrita como un intento de una "teoría de campo unificada victoriana". Su trabajo incluyó una explicación mecánica de la gravitación. Sus ideas tuvieron pocos adeptos.

## Opiniones teológicas
Challis intervino con Charles Wycliffe Goodwin expresando sus puntos de vista sobre el Génesis, contenidos en la obra titulada  "Essays and Reviews" (Ensayos y Revisiones) (1860). Challis veía el Génesis como un "plan antecedente" de la creación, más que como una cronología literal, y argumentó que la cronología bíblica podía ser reconciliada con el registro geológico. Interpretó la palabra "ley" utilizándola en un sentido espiritual similar al de San Pablo, refiriéndose a la "ley científica".

## Balance
Challis publicó a lo largo de su carrera 225 artículos sobre matemáticas, física y astronomía. Fue reelegido miembro del Trinity College en 1870. Murió en Cambridge, y fue enterrado junto a su mujer en el Cementerio de Road Mill, en Cambridge. Sus posesiones sumaban 781 libras.
A pesar de la vergonzosa situación que debió padecer por su fracaso al identificar Neptuno, Challis hizo contribuciones genuinas a la astronomía. Su combinación de la teología y de la ciencia estaba impresa en el espíritu de Stokes, y su búsqueda de una teoría unificada fue semejante a los esfuerzos de Thomson y Maxwell. Aun así, a pesar de la tenacidad que mostró defendiéndolas, sus teorías físicas y teológicas tuvieron poco impacto, y de hecho Richard Carrington le consideraba (cuando fue alumno de Challis) el inspirador de su decisión de dedicarse a la astronomía en vez de convertirse en clérigo. Olin J. Eggen llegó a decir sobre él que: "En una época más tardía, o con unas circunstancias menos amables,  habría sido tachado de charlatán. Hoy en día, habría sido tan olvidado como sus ideas extrañas de no haber sido por los acontecimientos que rodearon al descubrimiento de Neptuno en 1845, que le dieron una oportunidad genuina para alcanzar la inmortalidad científica. Pero fracasó."

## Publicaciones
- Challis, J. (1861) Creation in Plan and Progress
- — (1869). Notes on the Principles of Pure and Applied Calculation; and Applications of Mathematical Principles to Theories of the Physical Forces. Cambridge: Deighton, Bell and Co.Cambridge: Deighton, Bell and Co.
- — (1871) A Translation of the Epistle of the Apostle Paul to the Romans
- — (1873) An Essay on the Mathematical Principles of Physics
- — (1875) Remarks on the Cambridge Mathematical Studies
- — (1880) Essay on the Scriptural Doctrine of Immortality

## Reconocimientos y honores
- Miembro de la Real Sociedad Astronómica, (1836).[2]
- Miembro de la Royal Society, (1848).[2]
- Medalla de bronce en la Gran Exposición por su "reductor de tránsito", (1851).[2]
- El equipo del Reino Unido de la organización "distributed.net", originalmente basado en la Universidad de Cambridge y en el CIX, lleva el nombre de "Prof. James Challis' Most Excellent UK Team" en su honor
- El cráter lunar Challis lleva este nombre en su memoria.[13]